# Santa María Chilchotla
Santa María Chilchotla är en kommun i Mexiko.   Den ligger i delstaten Oaxaca, i den sydöstra delen av landet, 280 km sydost om huvudstaden Mexico City.
Följande samhällen finns i Santa María Chilchotla:
- Río Lodo
- Río Sapo
- Barranca Seca
- Loma Alta
- San Francisco
- San Martín de Porres
- Río Seco
- Santa Elena
- El Edén
- Santa Rosa
- Cuauhtémoc
- San José Cañaltepec
- Guadalupe
- Santa Eustolia
- Patio Iglesia
- Loma Mango
- Rancho Cacao
- Loma Grande
- La Revolución
- San Julio
- Peña Quemada
- Arroyo Zontle
- María Luisa
- La Reforma
- La Soledad
- Joya María
- Clemencia
- Tierra Colorada
- Benito Juárez
- Monte Sinaí
- Voladero
- Piedra de Fierro
- San José Lindavista
- Vista Hermosa
- San Gregorio
- Loma Larga
- El Mirador
- Lote 31
- San Julio
- Dolores Primera Sección
- San Agustín
- Piedra Ancha
- La Luz
- Monte Horeb
- Monte de los Olivos
- San Juan
- Agua de Gancho
- Amatlán de los Reyes
- Santa Herminia
- Villa Alta
- El Naranjo
- Monte Cristo
- Liquidámbar
- El Vergel
- Ricardo Flores Magón
- Agua de Niño
- Hungaria
- Arroyo Venado
- Pueblo Nuevo
- La Paz
- Villa Azueta
- Rancho Nuevo